# Alenka Vipotnik
Alenka Vipotnik, slovenska gledališka in filmska igralka, * 18. januar 1943 Rakek, † 17. april 2014.
Alenka Vipotnik je bila dolgoletna stalna članica ansambla SNG Drama Ljubljana, nastopila pa je tudi v več filmih. 

## Filmske vloge
- Lucija (1965), celovečerni igrani film
- Zid (1982), kratki igrani film
- Trije prispevki k slovenski blaznosti (1983), celovečerni igrani film
- Z bolečino v srcu (1986), celovečerni igrani TV film
- Odpadnik, (1988) celovečerni igrani film
- Decembrski dež, (1990) celovečerni igrani film
- Pripovedke iz medenega cvetličnjaka, (1991) TV nadaljevanka
- Carmen, (1995) celovečerni igrani film